# Portulaca umbraticola
Portulaca umbraticola conocida como amor de un rato o verdolaga con flor es una planta anual suculenta de la familia Portulacaceae. Es originaria del Caribe y Sudamérica.

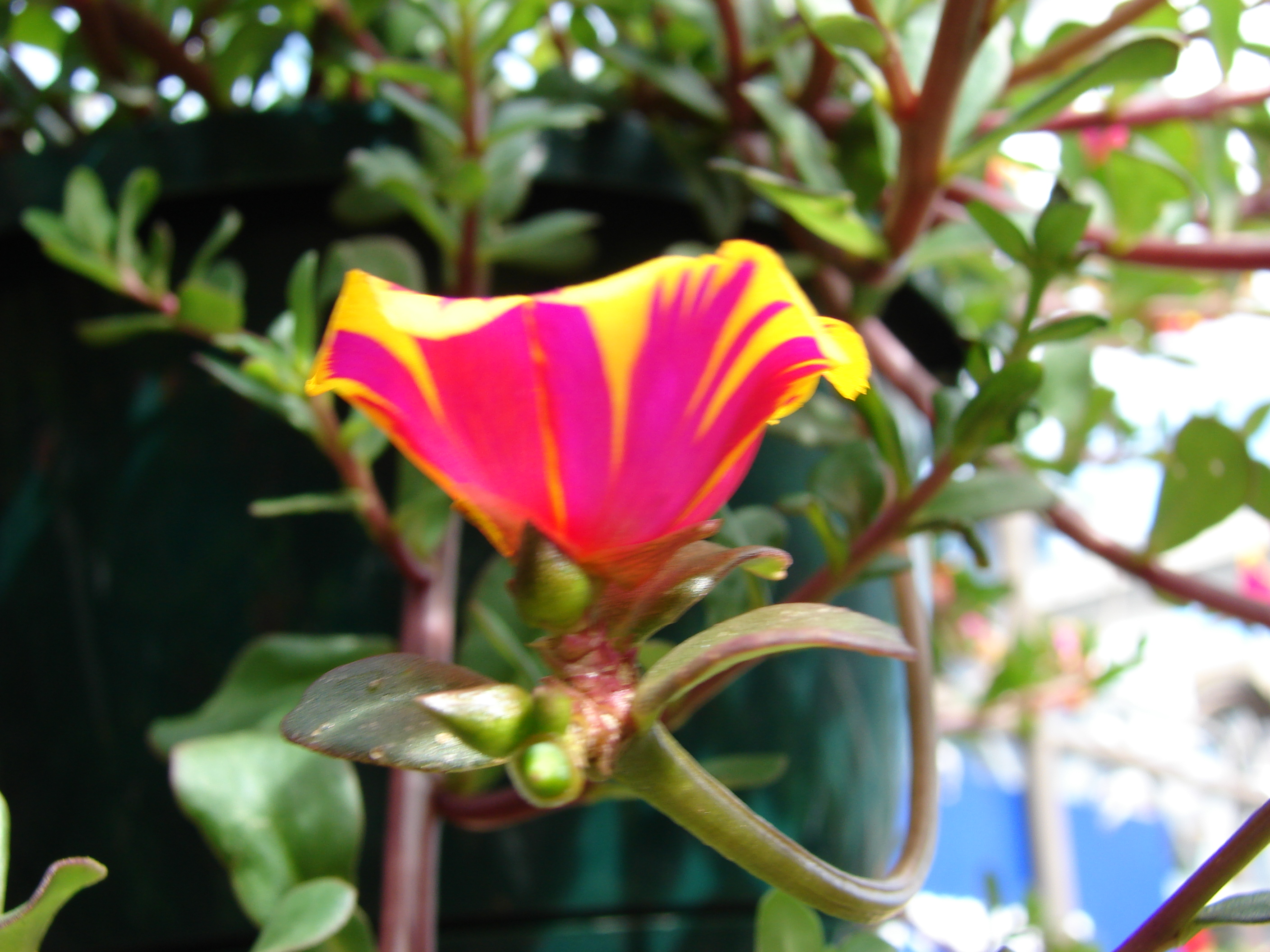
Planta en flor

## Descripción

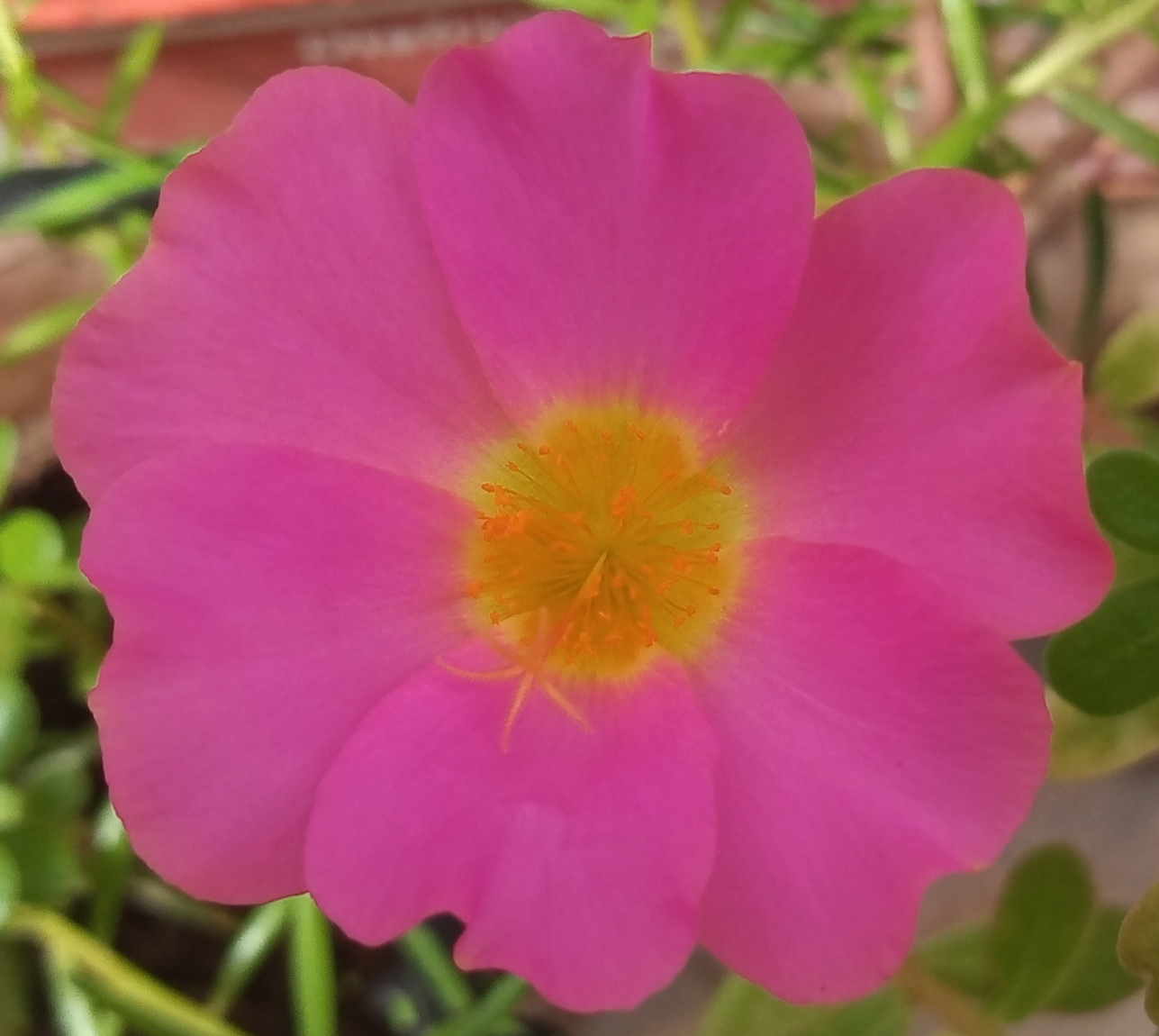
Detalle de la flor

Son hierbas anuales, ascendentes o erguidas, el tallo de 11–28 cm de largo. Las hojas alternas, aplanadas, espatuladas a oblongas u oblongo-obovadas, de 1.2–2.7 cm de largo y 0.3–1.3 cm de ancho, redondeadas a obtusas en el ápice, sin tricomas en las axilas o con tricomas inconspicuos 0.7–1.5 mm de largo. Las flores 1–6, terminales, abrazadas por 3–5 hojas involucrales, sin tricomas subyacentes o con tricomas inconspicuos 0.6–0.9 mm de largo; sépalos 3.7–4.9 mm de largo y 1.8–2.1 mm de ancho, ecarinados; pétalos amarillos, ca 6.5 mm de largo; estambres ca 20; estilos 4. El fruto es una cápsula oblato-globosa, 4–5 mm de diámetro, circuncísil en la tercera parte superior, marginada en el borde superior por un ala persistente de 1–1.4 mm de ancho; semillas 0.8–1 mm de diámetro, grises, la testa con tubérculos espinosos.

## Distribución y hábitat
Es una especie poco común, se encuentra en áreas abiertas, a una altitud de 200–1000 metros, desde el extremo sur de los Estados Unidos hasta el norte y centro de Argentina.

## Taxonomía
Portulaca umbraticola fue descrita por Carl Sigismund Kunth y publicado en Nova Genera et Species Plantarum (quarto ed.) 6: 72. 1823.
Sinónimos
- Portulaca coronata Small
- Portulaca denudata Poelln.
- Portulaca lanceolata Engelm.
- Portulaca lanceolata Haw.
- Portulaca planooperculata Kuntze	[2]